# Argentin dog
Az argentin dog egy Argentínában kitenyésztett nagy testű, izmos vadászkutya.

## Testfelépítése
Az argentin dog egész teste igen izmos. Mellkasa tágas. Erős háta a mar és a far között enyhén lejtős. A farok nem ér a csánk alá, és a kutya magasan tartja, de nem görbíti vissza. Lábai párhuzamosak, erősek. A farkaskarom nem megengedett, de nem kizáró ok. Az erős nyak elegáns ívű, feszes lebernyeggel. A koponya lekerekített, a pofa vonalas. Az ajkak az állkapocsra simulnak, és enyhén lelógók. A magasan tűzött fülek a fej mellett lógnak, de a standard szerint kurtítani kell. A szemek távol ülnek, tekintetük komoly, mégis eleven. Az argentin dog harapása ollószerű. Szőrzete rövid és viszonylag durva tapintású. Ez a kutya mindig fehér, legfeljebb a bőrén lehet néhány pigmentfolt. A fejen egy fekete vagy barna folt megengedett, amely nem haladja meg a fejméret 10%-át. Az orrtükör minimum 75%-a fekete, az ajkaknál pedig kívánatos a fekete színezet. A szemek sötétbarnák vagy mogyorószínűek.

## Jelleme
Az argentin dog temperamantumos, olykor szilaj kutya. Kiegyensúlyozott, komoly, szívós, bátor, néha domináns viselkedésű. A gazdájához és családjához nagyon hűséges, irántuk érzett szeretetét gyakran kifejezi. Általában igen figyelmes, és szükség esetén a család védelmére kel, de ugatni csak ritkán szokott. Az argentin dog remekül kijön a gyerekekkel. A látogatókkal eleinte bizalmatlan, a család barátait azonban lelkesen fogadja. Az argentin dog ritkán viselkedik barátságosan más kutyákkal. A kanok különösen hatalmaskodók lehetnek, de a szukák is hajlamosak erre. E tekintetben a megfelelő szocializáció csodákat tehet.

## Méretei
- Marmagasság: kan: 62–70 cm, szuka: 60–65 cm
- Testtömeg: kan: 40–50 kg, szuka: 40–45 kg
- Táplálékigény: 2000-2100 g/nap

Várható élettartam: 10-12 év

## Megjegyzés
Az argentin dognak következetes, tisztességes és nyugodt nevelésre van szüksége. A szigorú büntetés a kívánattal ellentétes hatást válthat ki. Sok időt kell fordítani a szocializációjára. Bárhová megy is gazdája, lehetőleg vigye magával a kutyát is, hogy különféle emberekkel, gyerekekkel, kutyákkal és más állatokkal találkozhasson. A fajta általában nem annyira ajánlható tapasztalatlan vagy bizonytalan személyeknek. Egy nyugodt, természetes tekintéllyel rendelkező gazda viszont a legjobbat hozhatja ki belőle. Az argentin dogot Argentínában ma is eredeti feladatkörében használják, másutt azonban főként társként szolgál olyan családoknál, ahol házban és ház körül is bőven akad hely.